# Ephesia streckeri
Ephesia streckeri là một loài bướm đêm trong họ Noctuidae.